# Parc national d'Anticosti
Pour les articles homonymes, voir Anticosti.
Le parc national d'Anticosti est un parc national du Québec de 572 km2 situé sur l'île d'Anticosti, au large de la Côte-Nord.  Il abrite près de 133 espèces différentes d'oiseaux, plusieurs troupeaux de cerfs de Virginie, de nombreux phoques communs sans compter les innombrables grottes et canyons parsemant le territoire de l'île.
Le parc est géré par le gouvernement québécois à travers la Société des établissements de plein air du Québec (Sépaq). Elle gère de grands territoires sur l'île à la suite du rachat de ceux-ci par le gouvernement du Québec en 1985, mais ce n'est qu'en avril 2001 que le parc proprement dit est créé. Il est constitué de quatre secteurs dispersés à travers l'île.
À y voir : la chute Vauréal, haute de 76 m. « Cette cascade change tout le temps de visage, s'extasie Gilles Dumaresq, directeur de la SEPAQ, qui gère le parc et une réserve. On y voit même souvent des arcs-en-ciel ».

## Faune

Logo

On rencontre vingt-quatre espèces de mammifères dans le parc.  Deux cervidés fréquentent le parc, l'orignal (Alces alces) et le cerf de Virginie (Odocoileus virginianus).  On y rencontre aussi comme carnivores, le renard roux (Vulpes vulpes), l'ours noir (Ursus americanus), la loutre de rivière (Lontra canadensis), le phoque commun (Phoca vitulina), le phoque du Groenland (Pagophilus groenlandicus) et le phoque gris (Halichoerus grypus).  Les petits mammifères fréquentant le parc sont le lièvre d'Amérique (Lepus americanus), le castor du Canada (Castors canadensis), le rat musqué (Ondatra zibethicus) et la souris sylvestre (Peromyscus maniculatus).  Les trois chauves-souris observées dans le parc sont : la chauve-souris nordique (Myotis septentrionalis), la chauve-souris cendrée (Lasiurus cinereus) et la petite chauve-souris brune (Myotis lucifugus).  Finalement, les eaux du parc sont fréquentées par 9 espèces de cétacés, soit le marsouin commun (Phocoena phocoena), le dauphin à flancs blancs (Lagenorhynchus acutus), le dauphin à nez blanc (Lagenorhynchus albirostris), l'épaulard (Orcinus orca), le globicéphale noir (Globicephala melas), le petit rorqual (Balaenoptera acutorostrata), le rorqual à bosse (Megaptera novaeangliae), le rorqual bleu (Balaenoptera musculus) et le rorqual commun (Balaenoptera physalus).

## Lieux connus
- Les colosses de la baie de la Tour
- Le canyon Chicotte
- Le canyon Observation
- La chute et canyon de la rivière Vauréal
- La grotte à la Patate
- Réserve écologique du Grand-Lac-Salé
- Réserve écologique de la Pointe-Heath
- Pointe Carleton